# پرواز شماره ۷۲ هواپیمایی کانتاس
پرواز شماره ۷۲ کانتاس (QF72) یک پرواز مسافربری (ایرباس A330) از فرودگاه چانگی سنگاپور به فرودگاه پرث بود. این هواپیما در ۷ اکتبر ۲۰۰۸، دو مانور ناگهانی و کاهش ارتفاع سریع را تجربه کرد که باعث صدمات شدید به سرنشینان هواپیما و فرود اضطراری آن در فرودگاه لیرمانث در نزدیکی اکسماوث شد. پس از فرود اضطراری در لیرمانث، هواپیما توسط سرویس سلطنتی پزشکان پروازی استرالیا (RFDS) و شرکت هواپیمایی کرفلایت بازرسی شد. پس از سانحه، ۱۴ مصدوم برای بستری شدن به شهر پرث منتقل شدند و ۳۹ نفر دیگر نیز در شهر اکسماوث بستری شدند. در کل، یک خدمه و ۱۱ مسافر دچار مصدومیت شدید شدند، و ۸ خدمه و ۹۹ مسافر نیز دچار جراحات جزئی شدند. تحقیقات اداره ایمنی حمل‌ونقل استرالیا (ATSB)، دلیل این سانحه را نقص یکی از سه واحد مرجع داده‌های هوایی هواپیما (ADIRU) و محدودیت طراحی نرم‌افزاری ناشناخته در رایانه اولیه کنترل پرواز هواپیمای ایرباس ای330 (FCPC) گزارش کرد.

## پس زمینه
این هواپیما که با نام VH-QPA ثبت شده است، در ۲۶ نوامبر ۲۰۰۳، ابتدا به عنوان یک A330-301 به هواپیمایی کانتاس تحویل داده شد. در نوامبر ۲۰۰۴، این هواپیما تغییری در نوع موتورهای نصب شده داشت و به عنوان ایرباس A330-303 دوباره طراحی شد.
هواپیما توسط کاپیتان کوین سالیوان ۵۳ ساله، یک خلبان سابق نیروی دریایی ایالات متحده (۱۹۷۷–۱۹۸۶) که به استرالیا آمده بود، هدایت می‌شد. کمک خلبان پیتر لیپست و مهندس پرواز راس هیلز بود. کاپیتان سالیوان ۱۳۵۹۲ ساعت پرواز تجربه داشت که ۲۴۵۳ ساعت آن در ایرباس A330 بود، کمک خلبان لیپست، ۱۱۶۵۰ ساعت پرواز داشت که ۱۸۷۰ ساعت آن در ایرباس A330 بود و مهندس پرواز هیلز، ۲۰۷۰ ساعت پرواز داشت که ۴۸۰ ساعت آن در ایرباس A330 بود.
در این پرواز علاوه بر ۳ نفر در اتاقک خلبان، ۹ مهماندار و ۳۰۳ مسافر نیز بودند و در مجموع ۳۱۵ نفر در پرواز شماره ۷۲ حضور داشتند.

## جزئیات پرواز
در ۷ اکتبر ۲۰۰۸، ۰۹:۳۲ به وقت سنگاپور، پرواز شماره ۷۲ کانتاس با ۳۱۵ سرنشین، سنگاپور را به مقصد پرث، پایتخت استرالیا ترک کرد. در ساعت ۱۰:۰۱، هواپیما به ارتفاع کروز خود، ۳۷٬۰۰۰ فوت (۱۱٬۰۰۰ متر) رسیده بود. و با سرعت ۰٫۸۲ ماخ حرکت می‌کرد.
حادثه در ساعت ۱۲:۴۰:۲۶ به وقت استرالیا شروع شد، زمانی که یکی از سه واحد مرجع داده‌های هوایی (ADIRU) شروع به ارائه داده‌های اشتباه به رایانه پرواز کرد، و به دنبال آن خلبان خودکار خاموش و چند ثانیه بعد، خلبان‌ها پیام‌هایی مربوط به بی نظمی خلبان خودکار و واحدهای داده‌های هوایی برروی مانیتور هواپیما و هشدارهای نادرست سرعت غیرمجاز و استال را مشاهده کردند. در این مدت خلبان، هواپیما را به صورت دستی کنترل کرد. پس از آن خلبان خودکار دوباره فعال شد و هواپیما شروع به بازگشت به ارتفاع قبلی کرد. پس از ۱۵ ثانیه، خلبان خودکار توسط خلبان برای ادامه پرواز غیرفعال شد.
در ساعت ۱۲:۴۲:۲۷، هواپیما یک مانور ناگهانی برای کم کردن ارتفاع انجام داد که منجر به تجربه شتاب گرانشی -۰٫۸g در کابین و صعود هواپیما با ۸٫۴ درجه به سمت زمین برای ۶۵۰ فوت (۲۰۰ متر) شد. پس از ۲۰ ثانیه، خلبانان موفق به بازگرداندن هواپیما به ارتفاع تایین شده FL370 شدند. در ساعت ۱۲:۴۵:۰۸، هواپیما باری دیگر مانوری بی مقدمه شبیه به اتفاق قبلی انجام داد و این بار با زاویه ۳٫۵ درجه، ۴۰۰ فوت (۱۲۰ متر) ارتفاع کم کرد و باعث ایجاد شتاب +۰٫۲g در کابین هواپیما شد؛ ۱۶ ثانیه بعد خلبانان موفق شدند به ارتفاع قبلی برگردند.
در حین حادثه، تعدادی از مسافران و خدمه که کمربندهای ایمنی خود را نبسته بودند و حتی برخی که کمربندهایشان بسته بود، به شدت به اطراف کابین پرتاب شدند. این افراد با درهای محفظه‌های بالای سر برخورد کردند یا توسط چمدان‌ها و وسایل داخل این محفظه‌ها آسیب دیدند. خلبانان ابتدا وضعیت پن پن (Pan-pan) که نشان‌دهندهٔ یک وضعیت اضطراری جدی اما نه تهدیدی فوری برای جان است را اعلام کردند، و سپس با دریافت اطلاعات بیشتر از شدت آسیب‌ها، وضعیت می‌دی (Mayday) را به برج مراقبت اعلام کردند.

## تحقیق
تحقیقات اداره ایمنی حمل و نقل استرالیا (ATSB)، توسط سازمان ایمنی هوانوردی غیرنظامی استرالیا، کانتاس، اداره تحقیقات فرانسه برای ایمنی هوانوردی (BEA) و ایرباس حمایت شد. اطلاعات جعبه سیاه نیز به BEA و ایرباس ارسال شد.
این هواپیما به یک واحد مرجع داده‌های هوایی (ADIRU) ساخته شده توسط شرکت نورثروپ گرامن مجهز بود. بازرسان این واحد را برای آزمایش بیشتر به شرکت سازنده آن در ایالات متحده فرستادند. در ۱۵ ژانویه ۲۰۰۹، آژانس ایمنی هوانوردی اروپا (EASA) دستور اضطراری ایمنی را برای رسیدگی به مشکل هواپیماهای A330 و A340، مجهز به ADIRUهای شرکت نورثروپ گرومن، که به اشتباه به مرجع اینرسی معیوب پاسخ می‌دهند، صادر کرد.
در یک گزارش، ATSB مشکل رخ داده در ADIRU شماره یک را به عنوان «منشأ احتمالی حادثه» شناسایی کرد. یکی از سه دستگاه این چنینی در هواپیما، شروع به ارائه داده‌های اشتباه به سایر سیستم‌های هواپیما کرد.
دلایل اصلی این حادثه عبارتند از:
- هشدارهای اشتباه استال و افزایش سرعت
- از دست دادن اطلاعات ارتفاع برروی مانیتور پرواز کاپیتان
- چندین هشدار مختلف برروی مانیتور مرکزی هواپیما

حدود دو دقیقه بعد، ADIRU شماره ۱، که داده‌ها را برای مانیتور پرواز کاپیتان ارائه می‌کرد، مقدارهای بسیار بالا (و نادرست) برای زاویه حمله هواپیما (Angle Of Attack, AOA) ثبت می‌کرد که منجر شد به:
- کامپیوترهای کنترل پرواز دستور حرکت هواپیما به سمت پایین را می‌دهند و در نتیجه هواپیما با حداکثر ۸٫۵ درجه ارتفاع کم کند.
- بروز یک خطا در کامپیوتر اولیه پرواز (FCPC).